# Divadelní a filmové oddělení Městské knihovny v Praze
Divadelní a filmové oddělení Městské knihovny v Praze je jedním ze specializovaných oddělení Městské knihovny v Praze již od roku 1942. Slavnostní otevření se konalo dne 1., nebo 2. listopadu 1942 za účasti filmových hvězd té doby včetně Adiny Mandlové, Hany Vítové, Blanky Waleské, Růženy Šlemrové či Františka Vnoučka. U vzniku oddělení stáli knihovníci Artur Salava a Ladislav Tumlíř. Při otevření fond obsahoval na 1500 svazků. Zpočátku bylo oddělení spojené s hudebním oddělením – Knihovnou Bedřicha Smetany. Od roku 1982 se jedná o samostatné oddělení, od 20. 4. 1998 o specializovaný úsek.
Oddělení sídlí v budově Ústřední knihovny, vpravo v přízemí, v prostorech s původním interiérem (galerie s původním dřevěným obložením), který navrhl František Roith.
V oddělení pracují čtyři pracovnice.
Fond obsahuje na 60 tisíc svazků českých i cizojazyčných knih týkajících se divadla, televize, filmu, rozhlasu, scénografie, kostýmnictví a také videa. Informace o celém fondu jsou ukládány do elektronické databáze. V roce 1998 začalo jmenné a věcné zpracování publikací.
Oddělení se pravidelně zapojuje do celoevropské akce Noc divadel, při níž knihovnu na jeden večer zaplní různá divadelní představení a doprovodný tematický program. Při této příležitosti se snaží spolupracovat se studenty uměleckých oborů. Dále oddělení organizuje přednášky, besedy s osobnostmi ze světa divadla, filmu a rozhlasu či divadelní představení. Je členem mezinárodní organizace SIBMAS sdružující divadelní archivy, muzea a knihovny. Spolupracuje s dalšími obdobně specializovanými knihovnami, jako je knihovna Archivu Národního divadla, knihovna DAMU, knihovna Národního muzea v Praze či knihovna Národního filmového archivu. Od roku 2023 úzce spolupracuje s Teatrologickou společností, jíž je zároveň institucionálním členem, a jejíž aktivity od té doby probíhají v Ústřední budově Městské knihovny v Praze, kde oddělení sídlí.
Oddělení má specifické postavení nejen v rámci své mateřské instituce, tedy že je specializovaným oddělením veřejné knihovny a musí tak vyvažovat požadavky odborné i laické veřejnosti. Mezi oborově spřízněnými institucemi, které jsou primárně zaměřeny na odborníky a badatele, se vymyká poskytováním služeb širšímu spektru uživatelů. Vedle odborné literatury nabízí studentům a žákům široký výběr dramat, která jsou součástí povinné školní četby, dále filmovým fanouškům DVD, různé filmové encyklopedie či publikace o oblíbených filmech a seriálech a příznivcům známých uměleckých osobností jejich memoáry.

## Obsah fondu
- divadelní hry českých a zahraničních autorů
- naučné publikace z oboru teorie a dějiny divadla a filmu
- vybrané filmové scénáře
- odborná periodika
- memoáry slavných osobností
- DVD s českými a zahraničními filmy
- výstřižky kritik na divadelní inscenace, filmy a televizní filmy

### Rarity ve fondu
- sbírka divadelních her pro děti a mládež – jsou cenným zdrojem pro pedagogy v oblasti dramatické výchovy či ochotníky
- sbírka loutkových her – taktéž využívány především divadelními praktiky profesionálními i amatérskými
- staré filmové časopisy z období tzv. první republiky
- filmové scénáře filmů nové české vlny z 60. let 20. století
- divadelní hry z 19. století a paměti herců ze stejné doby
- historická divadelní periodika z 19. století
- ucelená sbírka divadelních her vydaných Dilií od roku 1949 do 2002
- DILIA – Informativní edice pro dramaturgy z doby normalizace (tzv. zelená řada)

Nejstarším dílem je Misantrop od Molièra z roku 1749. K dalším nejstarším patří Shakespearova a Schillerova dramata v překladu Karla Ignáce Tháma z 80. let 18. století. Sbírky obsahují také první vydání divadelních her.

## Významné osobnosti
- Artur Salava
- Jaroslav Tumlíř
- Marie Paříková
- Marie Valtrová